# كاميلو بيريز (ملاكم)
كاميلو بيريز (بالإنجليزية: Camilo Pérez)‏ (9 ديسمبر 1990 بكارولينا، بورتوريكو في الولايات المتحدة - ) هو ملاكم أمريكي، صنّف ضمن فئة وزن البانتام السوبر ‏.

## إحصائيات
خاض خلال مسيرته 11 نزالا، فاز في 9 ولم يتعادل وخسر في 2. فاز بالضربة القاضية في 4 نزالات.

## روابط خارجية
- كاميلو بيريز على موقع بوكس ريك (الإنجليزية) (registration required)